# Archidiocèse de Bobo-Dioulasso
L’ archidiocèse de Bobo-Dioulasso est un archidiocèse de l'Église catholique au Burkina Faso. Son siège est la cathédrale Notre-Dame-de-Lourdes.

## Histoire
Le 15 décembre 1927 est créée la préfecture apostolique de Bobo-Dioulasso par démembrement du vicariat apostolique de Bamako et du vicariat apostolique de Ouagadougou. Le 9 mars 1937, elle est élevée au rang de vicariat apostolique. Le vicariat perd une partie de son territoire lors de la création de la préfecture apostolique de Gao (9 juin 1942), puis lors de celle de Sikasso le 12 juin 1942.
En 1948, André Dupont y crée l'Institut des Sœurs de l’Annonciation de Bobo-Dioulasso,.
C'est le 14 septembre 1955 qu'est érigé, à partir du vicariat, le diocèse de Bobo-Dioulasso. Des portions du diocèse servent à former le diocèse de Diébougou (de) (18 octobre 1968) et le diocèse de Banfora (en) (27 juin 1998).
Le 5 décembre 2000, le diocèse de Bobo-Dioulasso est élevé au rang d'archidiocèse métropolitain. Il a pour suffragants les diocèses de Banfora (en), Dédougou (de), Diébougou (de), de Gaoua (de) et de Nouna (de).

## Séminaire
C'est près de Bobo-Dioulasso qu'est situé le grand séminaire Saint-Pierre-Claver, dit « séminaire de Koumi » – mais désormais administrativement sur le territoire de la commune de Nasso –, fondé en 1935.